# Аполлон и Марсий
«Аполлон и Марсий» — картина итальянского живописца Луки Джордано из собрания Государственного музея изобразительных искусств имени А. С. Пушкина в Москве, с вариантом из собрания музея Бардини во Флоренции.
Картина иллюстрирует популярный сюжет «Состязание Аполлона и Марсия», описанный многими античными авторами, в частности Овидием в «Метаморфозах»: Аполлон и сатир Марсий стали соревноваться, кто из них сильнее в музыке, Аполлон играл на лире, а Марсий на шалмее (в ряде источников упоминается флейта Пана). В качестве судьи была Афина, победитель по условиям соревнования сам выбирал наказание для побеждённого.
Показан эпизод, случившийся после того как Афина признала победителем Аполлона: Аполлон жестоко наказывает Марсия, посмевшего бросить ему вызов — привязав сатира к сосне, сдирает с него кожу (Метаморфозы, VI, 383—391):

…другой о Сатире припомнил, который,

Сыном Латоны в игре побежден на Палладиной флейте, 

Был им наказан. «За что с меня ты меня же сдираешь?» —

Молвит. «Эх, правда, — кричит, — не стоило с флейтою знаться!» 

Так он взывал, но уж с рук и с плеч его содрана кожа. 

Раною стал он сплошной. Кровь льется по телу струями, 

Мышцы открыты, видны; без всяких покровов трепещут

Жилы, биясь; сосчитать нутряные все части возможно, 

И обнажились в груди перепонок прозрачные пленки. 

(Пер. с лат. С. В. Шервинского.)

Ранняя история картины неизвестна. Предполагается, что она была написана в середине 1660-х годов. В начале XIX века она уже находилась в собрании князя Н. Б. Юсупова и находилась в его московском дворце и считалась работой Луки Джордано. Однако в 1831 году при составлении описи юсуповского собрания она была приписана французскому художнику Пьеру Сюблейра. В 1837 году была перевезена в усадьбу Архангельское, где выставлялась в большом дворце в зале Теполовой (Тьеполо). Во второй половине XIX века она была отправлена в Санкт-Петербург, где хранилась в Юсуповском дворце на Мойке.
После Октябрьской революции всё имущество князей Юсуповых было национализировано, во дворце был устроен музей. В описи 1924 года картина была обозначена за авторством Хосе де Риберы. Однако в том же, 1924 году музей Юсуповых был упразднён и картина была передана в Пушкинский музей, причём при поступлении ей было возвращено авторство Луки Джордано. Картина выставляется в Главном здании музея, в зале 17.
По мнению главного научного сотрудника Пушкинского музея В. Э. Марковой:

Сцены мученичества часто встречаются в творчестве Луки Джордано, особенно в ранний период, когда он опирался на традиции своего учителя Риберы. Влияние испанского мастера проявляется в художественных приёмах, в характере колорита и светотени, создающих настроение мрачной напряжённости. Тем не менее, несмотря на внешнее сходство с манерой Риберы, Джордано чужд присущего испанскому мастеру натурализма. В центре внимания оказывается красота пластического мотива и выразительность движений, формирующих драматургию произведения.

Существует другой вариант картины, хранящийся в музее Бардини во Флоренции, «Аполлон сдирает кожу с Марсия» (холст, масло, 225 × 160 см, инвентарный № 773). Здесь Аполлон и Марсий изображены в несколько других позах и у ног Аполлона изображена лира (в отличие от московской картины, где лира отсутствует, но показана флейта Пана). Эта картина была куплена в Неаполе флорентийским аббатом Андреа Андреини. Затем её приобрёл Алессандро Каппони, от которого она перешла в коллекцию Бардини. Эта картина датируется около 1678 года и, соответственно, является более поздней по отношению к московскому полотну.
В творчестве Джордано есть ещё одна работа на этот сюжет, «Аполлон и Марсий», находящаяся в собрании музея Каподимонте. Композиционно она существенно отличается от московской и флорентийской картин.